# 國分利治
國分 利治（こくぶん としはる、1958年12月29日 - ）は、株式会社アースホールディングス 代表取締役、創業者。福島県出身。
フランチャイズの美容室　HAIR & MAKE EARTH（ヘアメイクアース） を全国250店舗展開。ヘア、ネイル、まつ毛エクステ、フェイシャル・フットケアなど「頭の先から爪先まで美しく」をコンセプトにした「トータルビューティサロン」オープン。

## 人物
1958年生まれ。工業高校を卒業後、地元の縫製工場に就職。19才の時、美容室の経営者になることを目的に上京し、東京・新宿の美容室に住み込みで就職。1年半後には店長、5年後には17店舗を管理するマネージャーとなる。その後、30才で独立。葛飾区に「HAIR&MAKE EARTH（ヘアメイクアース）1号店」オープン。大型店舗展開で業績を伸ばし、約10年後には16人のフランチャイズオーナーを育て、総店舗数100に達する。2007年にはロンドンに進出。2022年7月現在、日本全国に250店舗を展開。フランチャイズオーナー111名、総従業員数約3000名。100名の経営者づくりを達成した。

## 略歴
- 1976年　工業高校電気科を卒業し、縫製工場に就職。
- 1978年　単身東京に上京。美容室で働き始める。
- 1982年　店長からマネージャーへ昇格。約5年間で17店舗の出店に携わる。
- 1989年　ビックモア株式会社設立。 「BE BORN」1号店をオープン
- 1994年　アメリカ視察ツアーに参加。
- 1995年　アメリカで見た大型店舗にヒントを得て、大型店舗を東京都足立区綾瀬に出店。
- 1998年　自社ビル・現在のブランド『HAIR ＆MAKE EARTH』 1号店を葛飾区青戸に設立。
- 2001年　綾瀬に自社アカデミー（研修センター）を設立。
- 2002年　近畿地方（大阪） 初出店。2003年　中国四国地方（広島）、北海道（札幌）初出店。
- 2004年　中部地方（静岡）、九州地方（福岡）、東北地方（仙台）初出店。
- 2005年　上野にオフィスとアカデミーを移転。沖縄県、北陸地方（金沢市）初出店。
- 2006年　ペットのトリミングサロンとカフェを併設した新業態（五反田）初出店。
- 2007年　株式会社アースホールディングス設立。海外1号店オープン（London Oxford Circus オックスフォードサーカス）
- 2009年　『グリーンアース宣言』というスローガンを掲げ、環境問題への取組みをスタート。美容室から出る廃液をキレイにして流すバイオ洗浄剤「ソフト エコ マテリアルズ」[8]、LED照明導入。自叙伝『地道力』（扶桑社）出版。
- 2010年　浜田山に自宅 兼 研修センター設立。
- 2011年　震災の影響で13店舗が一時休業。『東日本大震災復興支援』をスタート。現在も継続して支援を続けている。
- 2012年　青山にオフィスとアカデミーを移転。
- 2013年　鴨川にサーフィンハウス（保養所）を設立[9]。オリジナル商品の通販・小売事業をスタート。
- 2013年　『地道力　[新版]』（PHP研究所）出版。『地道力』（カルチュア・コンビニエンス・クラブ）DVDリリース。『Big interviews』（アヴァンティ）DVDリリース
- 2014年　全日本理美容健康保険組合様より健康診断優良企業として表彰。
- 2015年　『へアドネーション』[10]をはじめ、美容室ならではのCSR活動をスタート。
- 2016年　幕張メッセにて観客数約6,000名の講演に登壇。
- 2017年　中国ポータルサイト綱易コアラと提携。アジア通販スタート。22歳の最年少オーナー2名を誕生させる。
- 2018年　設立30周年。
- 2019年　幕張メッセにて観客数約10,000名の講演に取締役山下誠司と共に登壇。
- 2020年　那須にグランピングリゾート（保養所）を設立。

## 著書
- 書籍『地道力』(扶桑社)
- 電子書籍 まんがで学ぶ成功企業の仕事術 「アース -部下を育てる休まないリーダー術-」
- 書籍『地道力　新版』(PHP研究所)

### DVD
- DVD『地道力』カルチュア・コンビニエンス・クラブ
- DVD『Big interviews　國分利治』アヴァンティ
- CD『人磨きを極める経営』日本経営合理化協会

## 出演

### イベント
2019年
- Word LEADER'ｓ特別講演　國分利治×山下誠司スペシャル対談
- 経営者向けセミナー「日本一の美容室へと成長する軌跡」
- 経営者向けセミナー「事業継承と私の決断」

2018年
- 一般社団法人プログレス設立記念講演会 「企業としてのサロン創り」

2017年
- ARIMINO × EARTH 台湾講演 『地道力』
- リアルメンタープログラム
- D1セミナー 「10年で100人の経営者を育てる〜230店舗、日本一の美容室Earthの戦略〜」
- NEXT LEADERS 「地道力」スペシャルセミナー

2016年
- 2016年経済界　第344回例会（福岡）[11]
- 経済界  第418回例会（名古屋）[12]
- 「超一流の生き方」シリーズ 第2回　2時間で年収3億円思考を学べる「地道力」スペシャルセミナー

2015年以前
- フィットネス＆スイミングマーケティングフェス2015[13]
- 学生向けセミナー　（名古屋 / 北海道芸術高等学校）
- 経営者向けセミナー
- 『地道力』出版記念講演[14]
- 新春　全国経営者セミナー[15]
- 北海道芸術高等学校
- 歯科医院地域一番実践経営塾　アドバンスコース2013
- デンタルクリニック経営者向けセミナー
- 企業向けセミナー

- 年収1億円会議　AGAIN

他、企業での講演多数
- 2016年8月6日 國分利治と川井幹雄さんによるサーフレッスン LUXURY SURF LESSON（GOETHE BIZ SALON主催）[16]

### テレビ番組
2023年
- ゼロイチ（日本テレビ）
- 笑神様は突然に…2023冬2時間スペシャル（日本テレビ）
- サタデープラス（TBS）

2021年
- 川島大吾のいいがかり提案します（フジテレビ）
- サタデープラス（TBS）

2020年
- 直撃！シンソウ坂上（フジテレビ）
- それって!?実際どうなの課（中京テレビ）

2019年
- THE RANPAGEのガチTV（LDHTV）
- エレベーターピッチ（テレビ朝日）
- ナカイの窓（日本テレビ）
- 我が家お風呂大賞（フジテレビ）
- 有吉ゼミ（日本テレビ）

2018年
- 林先生が驚く初耳学！（MBSテレビ）
- マツコ会議（日本テレビ）
- 金曜プレミアム「くらべるマネー」（フジテレビ）
- いきなりスイマー（テレビ東京）

2017年
- 創業バカ一代（インターネットTV　AmebaTV）
- 真夜中のプリンス（テレビ朝日）
- ニッポンぶらり鉄道旅（BSプレミアム）
- じゅん散歩（テレビ朝日）
- みんなの確率（フジテレビ）

2016年以前
- 儲かるジャーナル ミヤネ式（フジテレビ）
- ヒルナンデス（日本テレビ）
- ウラマヨ!（関西テレビ）
- 裏ネタワイド　DEEPナイト（テレビ東京）
- お願い!ランキング　ゲッターズ飯田の金持ちランキング（テレビ朝日）
- ナカイの窓　SP（日本テレビ）
- 卒業文集の夢叶いましたか？（テレビ東京）
- おカネさま（日本テレビ）
- みのもんたの緊急ナマ電話！〜母の日だよ太っ腹TV!〜（TBS）
- マジか！？（フジテレビ）
- 解決!ナイナイアンサー（日本テレビ）
- 世界カリセツ研究所（日本テレビ）
- 有田とマツコと男と女（TBS）
- ピロロン学園（日本テレビ）
- 淳の乾杯してみたっ！（テレビ東京）
- スクール革命!（日本テレビ）
- お正月特番　オレミングの法則（テレビ東京）
- マルコポロリ（関西テレビ）
- 開運!なんでも鑑定団（テレビ東京）
- 世界一のSHOWタイム 〜ギャラを決めるのはあなた!〜（日本テレビ）
- 結局！確率なぁ〜のだ（テレビ東京）
- 志村・所の戦うお正月（テレビ朝日）
- イチハチ（毎日放送）
- 社長からの質問です（日本テレビ）
- 深夜妄想族（福島放送）
- テイバン（関西テレビ）
- ありえへん世界 フェラーリオーナーを探せ
- 日曜ビックバラエティ・全国！これが噂の大御殿
- 時代バトル 平成×昭和 ShowはHey Say！（日本テレビ）
- ソロモン流（テレビ東京）
- ワールドビジネスサテライト・トレたま「集客力アップへ組合せで勝つ！」（テレビ東京）

### 新聞・雑誌
2021年
- 幻冬舎『GOETHE』（11月号）経営者に訊いた仕事人たちの偏愛ギア＆ゴルフ場

2020年
- 講談社『週刊現代』（１月号）「家の哲学」
- 幻冬舎『GOETHE』（1月号）「隠れ家特集」

2019年
- りそな総合研究所『りそなーれ』（2月号）「TOPの決断」
- プレジデント社『PRESIDENT』（11月12日号）「人間邂逅」
- 致知出版社『致知』（5月号）「枠を破る」
- 枻出版社『Lightning』（9月号）「こだわりのプール付き住宅の暮らし」

2018年
- 連載中  株式会社yanG『MADURO』2016年11月号 - 現在
- オランダ『QUOT』特集
- 『NEXT LEADERS』（6月号）「日本の美容室がひとつになった日」
- 主婦の友社『ar』（4月号）「雄ボーイ、僕が恋する雌ガール」
- 『WWD Beauty vol.488』表4 Beauty Patrol

2017年
- 『WWD Beauty vol.470』表4 Beauty Patrol
- 幻冬舎『GOETHE』（9月号）「誰もが羨む超絶邸宅」

2016年
- 幻冬舎『GOETHE』（11月号）「鴨川とレジェンドとBBQ」
- 『私の哲学』第45回
- 幻冬舎『GOETHE』（8月号）「SUMMER EVENT」告知 SURF LESSON
- 『WWD Beauty vol.394』表4 Beauty Patrol

2015年以前
- 『福島民報新聞』川内村寄贈式・キッズヘアカット
- ゲッターズ飯田『ゲッターズ飯田の金持ち風水』
- ネコ・パブリッシング『Garage Life Vol.60』
- 幻冬舎『GOETHE』（8月号）「24時間仕事バカ！」は遊びも最上級Vol.2
- 幻冬舎　『GOETHE』快適！住まい術
- エイ出版『NALU』
- プレジデント社　『PRESIDENT』
- 幻冬舎　『GOETHE』人生を謳歌する家
- 宝島社　MonoMax＋InRed　特別編集『髪PERFECT BOOK』あの超有名サロンはなぜ人気なのか 〜神“経営者”列伝〜
- 『月刊食堂』 新川義弘 × 國分利治 対談
- 『経営市場』西脇一郎の空間デザイン進化論 対談ゲスト

### Web関連
- 『プロのシゴト観』仕事で「成功」するために、私が大切にする3つのこだわりと習慣[17][18]
- 社長インタビュー『社長室101』／インターネットTV カウテレビジョン[19]
- 「起業から30年… 成功者が今思うこと」／ 博士.com
- 電子書籍『SUPER CEO』[19]
- 「ビジネスエキスポ」出版記念講演会『「地道力」こそ成功の要諦！』
- 『社長名鑑』
- 『東京の社長.TV』
- 『日刊すごい人！』[20]

### ラジオ番組
- サンデーラジオ大学（2015年6月　宮崎放送）
- わたしの物語（2009年2月　ラジオ日本）
- 小黒一三 LOHAS TALK（2007年3月19日-23日 J-WAVE）- 美容室EARTHの経営学、ロハスな美容室作り